# Monarca de l'illa de Bougainville
El monarca de l'illa de Bougainville (Monarcha erythrostictus) és un ocell de la família dels monàrquids (Monarchidae).

## Hàbitat i distribució
Habita els boscos de les illes de Buka, Bougainville, Shortland i Fauro, a les Salomó septentrionals.

## Taxonomia
Considerat sovint una subespècie de Monarcha castaneiventris